# Јегуље
Јегуље (Anguillidae) је породица риба са коштаним скелетом (кошљорибе) и савитљивим перајима (мекоперке).

## Опис
Имају змијолико тело на коме су трбушна пераја редукована, а кожа глатка, љигава и покривена веома ситним циклоидним крљуштима. Код неких врста крљушти не постоје. Леђно и анално пераје су врло дугачки и прелазе у репно пераје. Све јегуље имају отровну крв која на температури од 80 °C губи своју токсичност. Њихова дужина је углавном испод 1,5 метра.
Слатководне јегуље су чувене по миграцијама. Иако их називамо слатководнима, они део свог живота проводе у мору. Одрасле, полно зреле јегуље, напуштају слатке воде и путују у Атлантски океан до Саргасовог мора, где се мресте и потом угину. Њихови младунци (лептоцефали), крећу назад, према обалама Европе и Америке.

## Врсте
Најпознатије врсте у овој породици су:
- европска јегуља (Anguilla vulgaris) која предузима врло сложена миграторна кретања везана за мрест;
- америчка јегуља (Anguilla chrysypa)  која подлеже сличним миграторним кретањима као њена европска сродница, што показује да им је прадомовина заједничка;
- угор или груј (Conger vulgaris) достиже дужину до 3 m и тежину од 50 kg; по новијој класификацији издвајају се у засебну породицу угори.

Род Anguilla обухвата, осим већ поменуте две врсте:
- Anguilla australis
- Anguilla bengalensis са две подврсте:
  - Anguilla bangalensis bangalensis
  - Anguilla bengalensis labiata
- Anguilla bicolor
- Anguilla celebesensis
- Anguilla dieffenbachii Gray, 1842
- Anguilla interioris
- Anguilla japonica
- Anguilla malgumora
- Anguilla marmorata
- Anguilla megastoma
- Anguilla mossambica
- Anguilla nebulosa
- Anguilla obscura
- Anguilla reinhardtii  Steindachner, 1867
- Anguilla rostrata

## Галерија
-Anguilla vulgaris (европска јегуља)
- Anguilla rostrata
- Anguilla japonica
- Anguilla japonica